# Clancy Brown
Clancy Brown (Urbana (Ohio), 5 januari 1959), geboren als Clarence J. Brown III, is een Amerikaans acteur en stemacteur.

## Biografie
Brown is een zoon van de Republikeinse politicus Clarence J. Brown jr. Hij volgde zijn middelbareschoolopleiding aan de St. Albans School in Washington D.C. en studeerde hierna aan de Northwestern-universiteit in Illinois met een beurs. Brown is sinds 1993 getrouwd en heeft hieruit twee kinderen.

## Filmografie

### Films
Selectie:
- 2023 Dumb Money - als Steve Gill
- 2023 John Wick: Chapter 4 - als Harbinger
- 2020 The SpongeBob Movie: Sponge on the Run - als Mr. Krabs (stem)
- 2019 Lady and the Tramp - als Isaac (stem)
- 2018 The Ballad of Buster Scruggs - Norse Joe
- 2017 Little Evil – als Reverend J.D. Gospel
- 2017 Thor: Ragnarok – als Surtur (stem)
- 2017 Chappaquiddick – als Robert McNamara
- 2017 Stronger – als Jeff Bauman sr.
- 2016 Warcraft – als Blackhand
- 2016 Hail, Caesar! – als Gracchus
- 2015 The SpongeBob Movie: Sponge Out of Water – als Mr. Krabs (stem)
- 2013 Nothing Left to Fear – als pastor Kingsman
- 2013 Sparks – als Archer
- 2011 Cowboys & Aliens – als Meacham
- 2011 Green Lantern – als Parallax (stem)
- 2010 A Nightmare on Elm Street – als Alan Smith
- 2009 The Informant! – als Aubrey Daniel
- 2008 The Burrowers – als John Clay
- 2007 Pathfinder – als Gunnar
- 2006 The Guardian – als kapitein William Hadley
- 2004 The SpongeBob SquarePants Movie – als Mr. Krabs (stem)
- 2003 Atlantis: Milo's Return – als Volgud
- 2000 The Little Mermaid II: Return to the Sea – als Undertow (stem)
- 1999 The Hurricane – als luitenant Jimmy Williams
- 1997 Flubber – als Smith
- 1997 Starship Troopers – als sergeant Zim
- 1995 Dead Man Walking – als State Trooper
- 1994 The Shawshank Redemption – als kapitein Hadley
- 1992 Pet Sematary II – als sheriff Gus Gilbert
- 1991 Past Midnight – als Steve Lundy
- 1990 Blue Steel – als Nick Mann
- 1988 Moonwalker – als politieofficier
- 1986 Highlander – als Victor Kruger / The Kurgan
- 1985 The Bride - als Viktor, het monster van Frankenstein
- 1984 The Adventures of Buckaroo Banzai Across the 8th Dimension – als Rawhide

### Televisieseries
Selectie:
- 2024 The Penguin - als Salvatore Maroni - 1 afl.
- 2021 - 2024 The Patrick Star Show - als diverse stemmen - 8 afl.
- 2021 - 2024 Invincible - als diverse stemmen - 7 afl.
- 1999 - 2024 SpongeBob SquarePants – als Mr. Krabs en meerdere stemmen – 270 afl.
- 2021 - 2023 What If...? - als Surtur (stem) - 3 afl
- 2023 Ahsoka - als Governor Ryder Azadi - 1 afl.
- 2021 - 2022 Dexter: New Blood - als Kurt Caldwell - 9 afl.
- 2022 Star Wars: Tales of the Jedi - als Inquisitor (stem) - 1 afl.
- 2021 Kamp Koral: SpongeBob's Under Years - als diverse stemmen - 12 afl. .
- 2020 Wizards: Tales of Arcadia - als Gunmar (stem) - 5 afl.
- 2017 - 2020 Tangled: The Series – als King Frederic – 24 afl.
- 2019 - 2020 Emergence - als Ed Sawyer - 13 afl.
- 2018 - 2019 Billions – als minister van justitie Jock Jeffcoat – 16 afl.
- 2019 Schooled - als mr. Crosby - 5 afl.
- 2019 The Mandalorian - als Burg - 1 afl.
- 2018 - 2019 The Goldbergs - als mr. Crosby - 4 afl.
- 2014 – 2018 Avengers Assemble – als Red Hulk / Taskmaster / Uatu the Watcher (stemmen) – 10 afl.
- 2016 - 2018 Trollhunters - als Gunmar (stem) - 28 afl.
- 2015 – 2018 Star Wars Rebels – als diverse stemmen zoals governor Ryder Azadi – 12 afl.
- 2017 The Punisher – als Major Ray Schoonover – 1 afl.
- 2012 – 2017 Teenage Mutant Ninja Turtles – als Chris Bradford / Dogpound / Dark Ninja (stemmen) – 30 afl.
- 2012 – 2016 Ultimate Spider-Man – als Taskmaster / Thunderbolt Ross / Red Hulk / Ben Parker (stemmem) – 11 afl.
- 2013 – 2016 Sleepy Hollow – als August Corbin – 6 afl.
- 2016 Daredevil – als kolonel Ray Schoonover – 2 afl.
- 2015 – 2016 Chicago P.D. – als Eddie Little – 3 afl.
- 2013 – 2015 Sofia the First – als stemmen – 5 afl.
- 2013 – 2015 Hulk and the Agents of S.M.A.S.H. – als Red Hulk, Supreme Intelligence, Black Bolt, Happy Hogan, Uatu the Watcher (stemmen) – 52 afl.
- 2015 Axe Cop – als diverse stemmen – 4 afl.
- 2014 – 2015 The Flash – als generaal Wade Eiling – 4 afl.
- 2014 TripTank – als stem – 3 afl.
- 2011 - 2013 Star Wars: The Clone Wars - als Savage Opress (stem) - 8 afl.
- 2011 – 2012 Transformers: Prime – als Silas (stem) – 7 afl.
- 2011 Thundercats – als Grune (stem) – 6 afl.
- 2010 - 2011 The Penguins of Madagascar - als Buck Rockgut (stem) - 3 afl.
- 2010 The Deep End – als Hart Sterling – 6 afl.
- 2009 Phineas and Ferb – als kerstman / sergeant / the Regurgitator (stemmen) – 5 afl.
- 2008 – 2009 The Spectacular Spider-Man – als diverse stemmen – 16 afl.
- 2006 – 2007 Biker Mice from Mars – als diverse stemmen – 12 afl.
- 2003 – 2007 All Grown Up! – als Pangborn (stem) – 3 afl.
- 2004 – 2007 The Batman – als diverse stemmen – 6 afl.
- 2005 – 2007 American Dragon: Jake Long – als Dark Dragon (stem) – 3 afl.
- 2006 Avatar: The Last Airbender – als Long Feng (stem) – 5 afl.
- 2004 – 2006 Super Robot Monkey Team Hyperforce Go! – als Otto / Pa Shinko – 37 afl.
- 2002 – 2006 Justice League – als Lex Luthor / Guardian of Oa / vice-president (stemmen) – 21 afl.
- 2000 – 2005 Jackie Chan Adventures – als diverse stemmen – 67 afl.
- 2003 – 2005 Carnivàle – als broeder Justin Crowe – 24 afl.
- 2004 – 2005 Megas XLR – als diverse stemmen – 10 afl.
- 2000 Roughnecks: The Starship Troopers Chronicles – als sergeant Charlei Zim – 3 afl.
- 1998 – 2000 Voltron: The Third Dimension – als IGOR / robot Maximus / robot piloot (stemmen) – 5 afl.
- 1996 – 2000 Superman: The Animated Series – als Lex Luthor (stem) – 17 afl.
- 1997 – 1998 ER – als dr. Ellis West – 7 afl.
- 1996 Mortal Kombat: Defenders of the Realm – als Raiden (stem) – 13 afl.
- 1996 Mighty Ducks – als Seige – 3 afl.
- 1994 – 1996 Gargoyles – als Hakon / Wolf / Tomas Brod – 11 afl.
- 1994 – 1995 Earth 2 – als John Danziger – 21 afl.

### Computerspellen
Selectie:
- 2023 Nickelodeon All-Star Brawl 2 - als Mr. Krabs
- 2018 Lego DC Super-Villains - als Lex Luthor
- 2018 Detroit: Become Human – als Hank Anderson
- 2017 Mass Effect: Andromeda – als Alec Ryder
- 2014 LEGO Batman 3: Beyond Gotham - als Lex Luthor
- 2012 LEGO Batman 2: DC Super Heroes - als Lex Luthor
- 2012 Call of Duty: Black Ops II – als soldaat
- 2010 God of War III – als Hades
- 2006 Saints Row – als Alderman Hughes
- 2004 The SpongeBob SquarePants Movie – als Mr. Krabs
- 2003 Crash Nitro Kart – als dr. Neo Cortex
- 2003 Jak II – als Baron Praxis
- 2001 Crash Badicoot: The Wrath of Cortex – als dr. Neo Cortex
- 2000 Crash Bash – als dr. Neo Cortex
- 1999 Crash Team Racing – als dr. Neo Cortex
- 1998 Spyro the Dragon – als Obasi / Revillo / Unika
- 1998 Crash Bandicoot: Warped – als dr. Neo Cortex
- 1997 Fallout: A Post-Nuclear Role-Playing Game – als Rhombus
- 1997 Crash Bandicoot 2: Cortex Strikes Back – als dr. Neo Cortex